# Hypotyphlus
Hypotyphlus is een geslacht van kevers uit de familie van de loopkevers (Carabidae). De wetenschappelijke naam van het geslacht is voor het eerst geldig gepubliceerd in 1937 door Jeannel.

## Soorten
Het geslacht Hypotyphlus omvat de volgende soorten:
- Hypotyphlus andorranus Espanol & Colas, 1984
- Hypotyphlus aubei (Saulcy, 1863)
- Hypotyphlus bastianinii Magrini & Vanni, 1994
- Hypotyphlus guadarramus Ehlers, 1883
- Hypotyphlus huetei Ortuno, 1997
- Hypotyphlus lidiae Hernando & Fresneda, 1993
- Hypotyphlus navaricus (Coiffait, 1958)
- Hypotyphlus pandellei (Saulcy, 1867)
- Hypotyphlus revelieri (Perris, 1866)
- Hypotyphlus rialensis (Cuillebeau, 1890)
- Hypotyphlus ribagorzanus (Bolivar y Pieltain, 1919)
- Hypotyphlus sardous (Jeannel, 1937)
- Hypotyphlus sotilloi Espanol, 1971